# باربورا کودتووا
باربورا کودتووا (چکی: Barbora Kodetová؛ زادهٔ ۶ سپتامبر ۱۹۷۰) بازیگر اهل جمهوری چک است.
از فیلم‌ها یا برنامه‌های تلویزیونی که وی در آن نقش داشته‌است، می‌توان به تریستان و ایزولد، تلماسه فرانک هربرت و فرزندان تلماسه فرانک هربرت، اشاره کرد.